# 米尔普瓦
米尔普瓦（法語：Mirepoix，法語發音：[miʁpwa] ⓘ）是法国阿列日省的一个市镇，位于该省东北部，属于帕米耶区。

## 歷史
莱维家族從1209年到1757年一直擔任米爾普瓦的領主。其中加斯东·皮埃尔的主廚發明了用三種蔬菜熬煮為高湯的烹飪技術，因此這道蔬菜湯以米爾普瓦公爵的名字命名為mirepoix。

## 地理
米尔普瓦（43°5'19"N, 1°52'25"E）面积47.28 平方千米，位于法国奧克西塔尼大區阿列日省，该省份为法国西南部内陆省份，西部和北部与上加龙省接壤，东临奥德省，东南至东比利牛斯省接壤，南与安道尔和西班牙接壤。
与米尔普瓦接壤的市镇（或旧市镇、城区）包括：布西尼亚克堡、贝塞、卡扎尔代拜莱、库唐、拉佩讷、马勒古德、芒斯、鲁芒古、圣富瓦、拉法日、普莱涅、普拉维拉、维洛图。
米尔普瓦的时区为UTC+01:00、UTC+02:00（夏令时）。

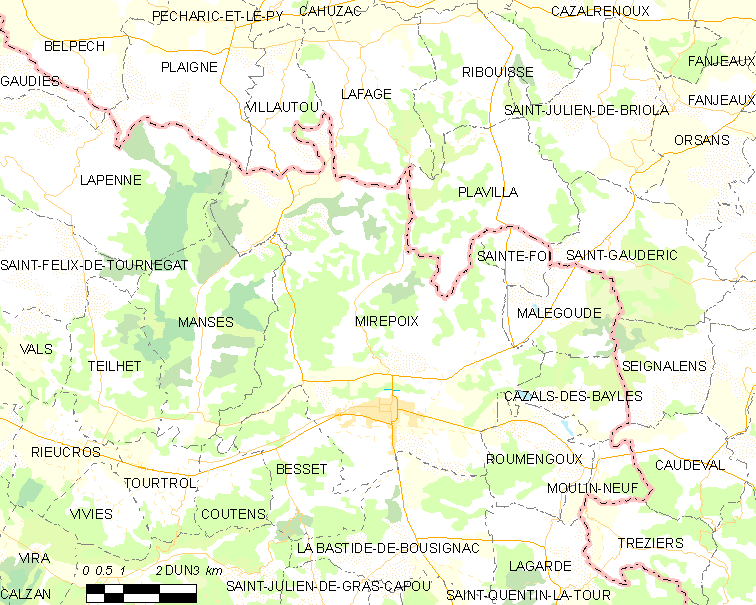
米尔普瓦的OSM定位图

## 行政
米尔普瓦的邮政编码为09500，INSEE市镇编码为09194。

## 政治
米尔普瓦所属的省级选区为米尔普瓦县。

## 人口

1962-2008年间米尔普瓦人口变化图示

米尔普瓦于2022年1月1日时的人口数量为3106人。